# Conversano
Conversano község (comune) Olaszország Puglia régiójában, Bari megyében.

## Fekvése
Baritól délkeletre a Murgia-fennsíkon fekszik.

## Története
Az ókorban ezen a vidéken terült el a peucetiusok egyik jelentős városa, Norba apula. A várost valószínűleg az Apuliába érkező vizigótok pusztították el az 5. század elején. Az 5. század végén egy kis falu alakult ki a területen Casale Cupersanem néven, majd a 6. században püspöki székhely lett. A 11. századtól kezdve grófság központja, majd nemesi családok birtoka volt a 19. század első feléig, amikor a feudalizmus felszámolásával a Nápolyi Királyságban önálló községgé vált.

## Népessége
A lakosság számának alakulása:

## Főbb látnivalói
- Castello - normannok alapította erőd, a 15-16. században jelentősen átalakították.
- Cattedrale - a 11-12. században épült.
- Castello di Marchione - erődítményhez hasonlító nemesi palota.